# Hardver
Hardver (angolul: hardware) alatt a számítógép fizikailag megfogható részeinek összességét értjük. A számítógép működéséhez alapvetően hardver és szoftver szükséges, a kettő közötti kapcsolatot a firmware hozza létre, ami a hardverekbe a gyártók által „beépített” szoftvernek tekinthető.
Egy személyi számítógép hardverének részei általában a következők:
- Ház és tápegység
- Alaplap, processzor, memória
- Bővítőkártyák: pl. videókártya, hangkártya
- Háttértárak (merevlemez, CD- vagy DVD-meghajtó)
- Külső perifériák

## A szó etimológiája
Az angol nyelvben ez a szó eredetileg vasárut, szerszámokat jelentett. A személyi számítógépek megjelenésekor kezdték használni megkülönböztetésül a software fogalmától. Így a hardware lett az eszköz, amely alkalmas a software (a számítógépen futó programok) tárolására és futtatására. Ősi formája a Neumann-féle gondolat, amelynek értelmében a számítógép nemcsak az adatokat, hanem a futtatható programot is képes tárolni.

## Alaplapi eszközök

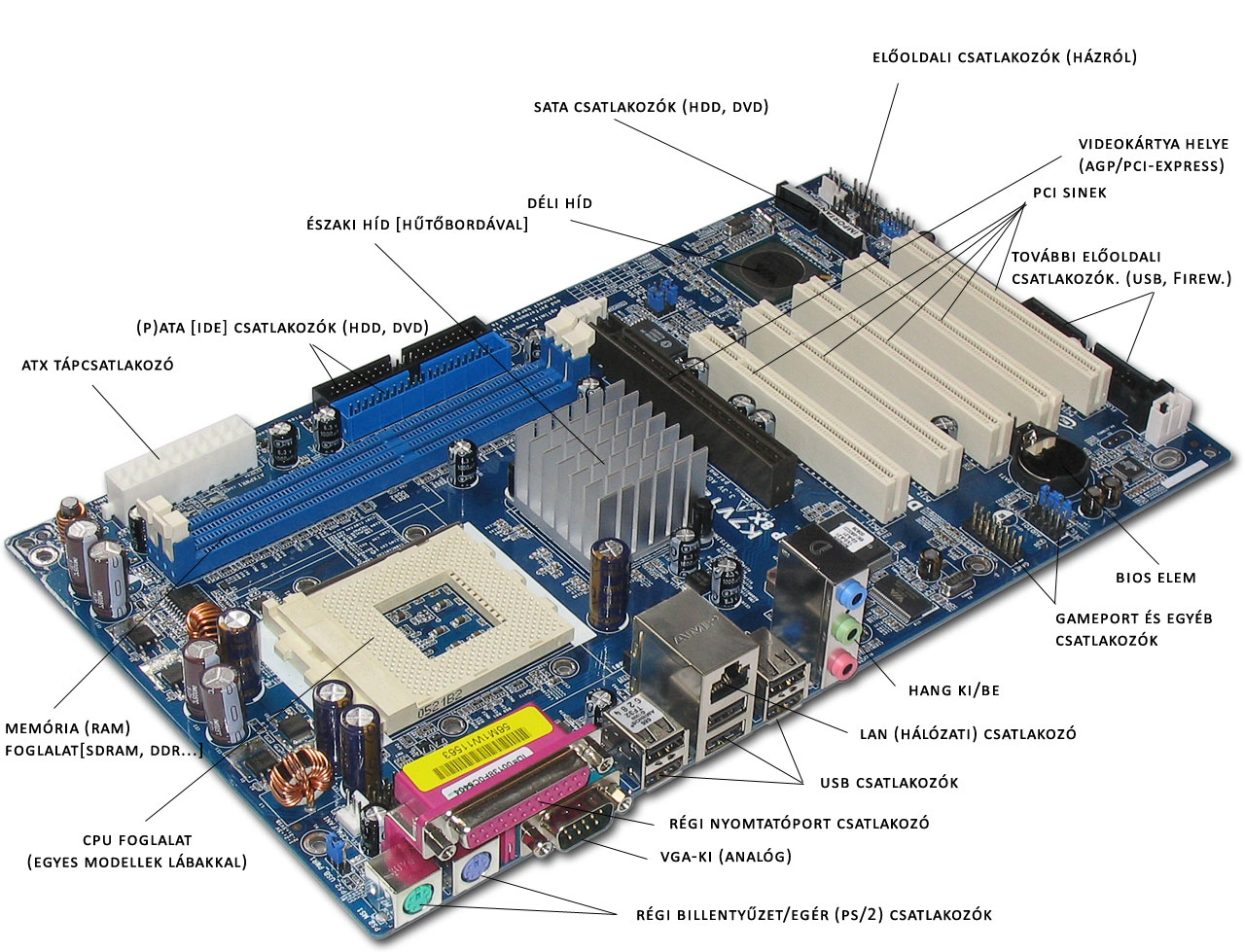
Tipikus alaplap

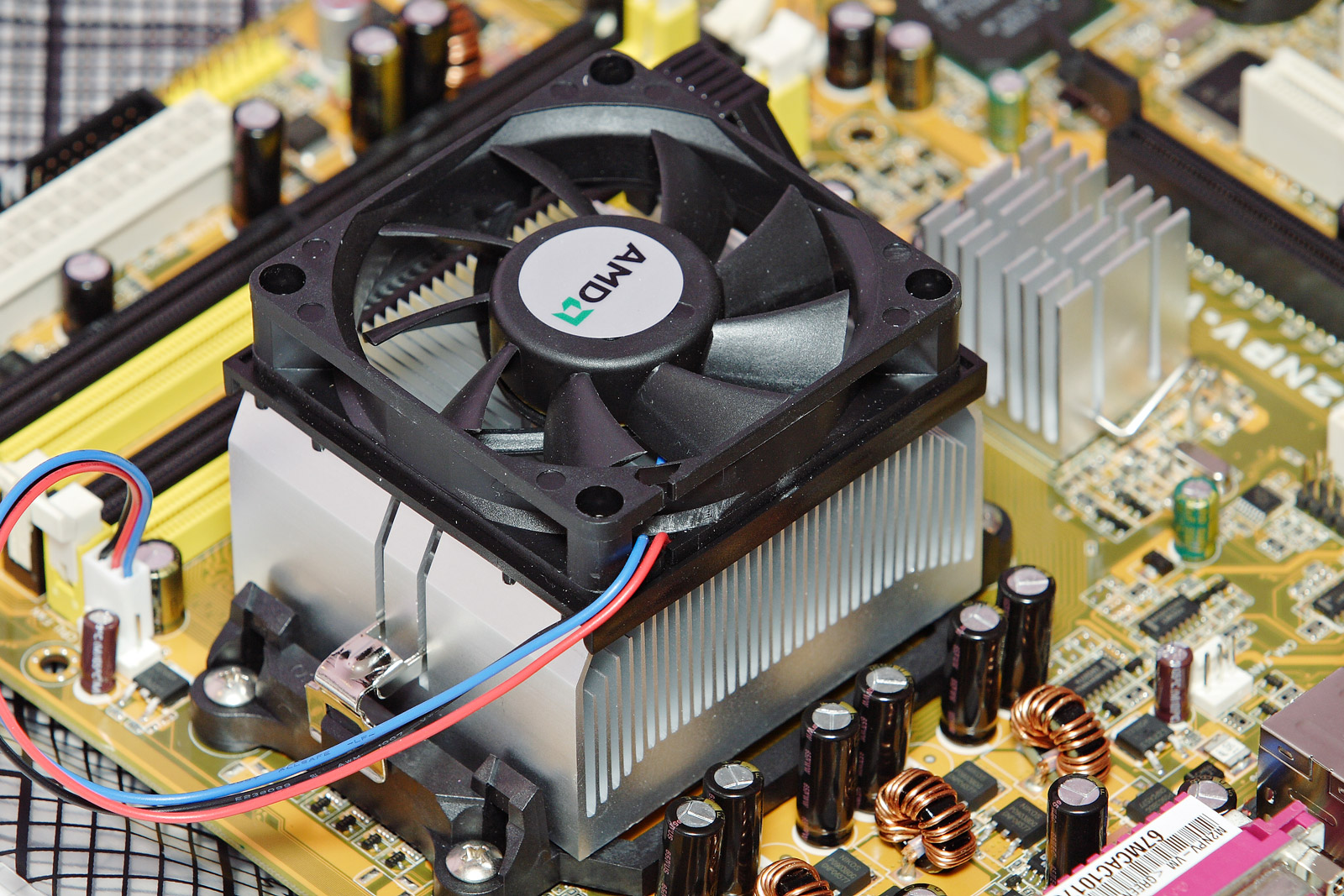
Processzor-hűtőborda és ventilátor

Az alaplapon a feldolgozóegység, a memória és a sínrendszer(ek) találhatók, továbbá bizonyos integrált eszközök, illetve csatlakoztatási lehetőségek is előfordulnak, mint például:
- IO eszközök (billentyűzet, egér)
- grafikus kártya
- háttértárolók vezérlői
- egyéb vezérlők (hálózati kártya, hangkártya, stb.)

### Alaplap
A számítógép alaplapjának (angolul motherboard, szó szerinti fordításban anyakártya) fő feladata a CPU kiszolgálása és a számítógép alapvető áramköreinek összekapcsolása.

### CPU
A CPU (angol: Central Processing Unit – központi feldolgozó egység), más néven processzor, a számítógép „agya”, vagyis azon egysége, mely a programutasítások értelmezését és végrehajtását vezérli.

#### A processzor főbb részei

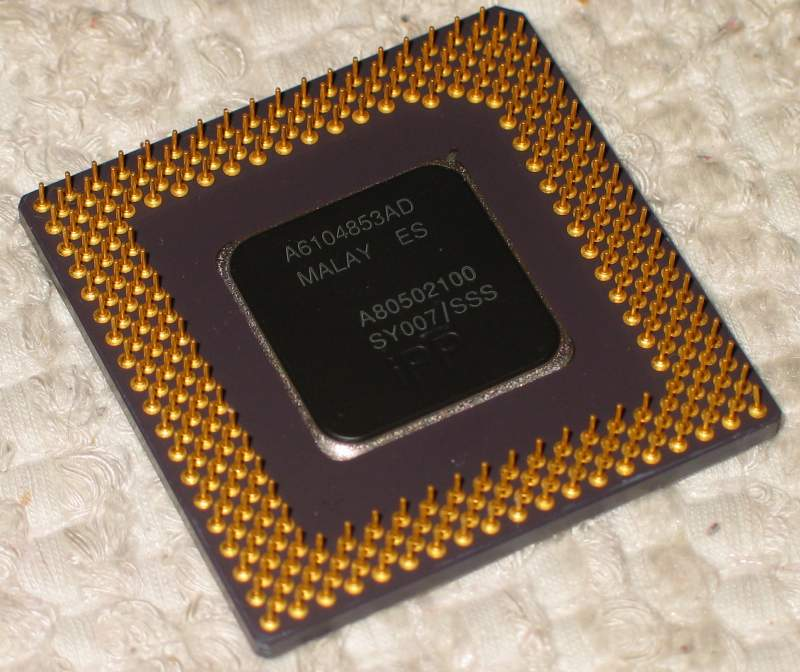
Intel Pentium 100 MHz-es processzor

- ALU (Arithmetic and Logical Unit  – aritmetikai és logikai egység): a processzor létfontosságú alkotórésze, amely alapvető matematikai és logikai műveleteket hajt végre. Sebessége növelhető egy koprocesszor (FPU – Floating Point Unit, azaz lebegőpontos műveleteket végző egység) beépítésével. Az FPU korábban külön részegység volt, manapság a processzorok mindegyike beépítve tartalmazza.
- AGU (Address Generation Unit): a címszámító egység, feladata a programutasításokban található címek leképezése a főtár fizikai címeire, valamint a tárolóvédelmi hibák felismerése.
- CU (Control Unit – vezérlőegység v. vezérlőáramkör): feladata a processzor munkájának teljeskörű megszervezése és ütemezése. Például: lehívja a memóriából a soron következő utasítást, értelmezi és végrehajtatja, majd meghatározza a következő utasítás címét.
- Regiszter (Register): a processzorba beépített nagyon gyors elérésű, kis méretű memória. A regiszterek csak addig tárolják az információkat, utasításokat, amíg a processzor dolgozik velük. A mai CPU-kban 32/64 bit méretű regiszterek vannak. A processzor adatbuszai mindig akkorák, amekkora a regiszterének a mérete, így egyszerre tudja az adatot betölteni ide (például: egy 32 bites regisztert 32 bites busz kapcsol össze a RAM-mal). A regiszterek között nem csak adattároló elemek vannak (bár végsősoron mindegyik az), hanem a processzor működéséhez elengedhetetlenül szükséges számlálók, és jelzők is, mint:
  - utasításszámláló, (PC – program counter, IP – instruction pointer), amely mindig a következő végrehajtandó utasítás címét mutatja;
  - utasításregiszter (IR – instruction register), amely a memóriából kiolvasott utasítás kódját tárolja (e kód alapján határozza meg a vezérlőegység az elvégzendő műveletet);
  - flagregiszter, amely a processzor működése közben létrejött állapotok logikai jelzőit (igaz/hamis) tartalmazza;
  - akkumulátor (AC), amely a logikai és aritmetikai műveletek egyik operandusát, majd az utasítás végrehajtása után az eredményt tartalmazza.
- Buszvezérlő: a regisztert és más adattárolókat összekötő buszrendszert irányítja (a busz az adatokat továbbítja).
- Cache (gyorsítótár): a modern processzorok fontos része; a processzorba, vagy annak környezetébe integrált memória, amely a viszonylag lassú rendszermemória-elérést hivatott kiváltani azoknak a programrészeknek és adatoknak előzetes beolvasásával, amikre a végrehajtásnak közvetlenül szüksége lehet. A mai PC-k processzorai általában két gyorsítótárat használnak: egy kisebb és gyorsabb, ún. elsőszintű (L1) cache-t, és egy nagyobb, ún. másodszintű (L2) cache-t. A gyorsítótár mérete ma már megabyte-os nagyságrendű.

## Háttértárak
A számítógépek melletti, központi egységen kívüli tárolóeszközök a nagyobb mennyiségű adat, hosszabb program aktuálisan nem szükséges részeinek tárolására illetve archiválására, továbbá a gépek közötti adatcserére használatosak. Ilyen célokra hagyományosan valamilyen lemezes tárolót használtak és használnak, de manapság számos felhasználási területen népszerűek a memóriakártyák is.

### Lemezes tárolók, lemezmeghajtók
Közös jellemzőjük, hogy a meghajtó az adathordozót egy tengely mentén forgatja, miközben a lemezfelülettel párhuzamosan elhelyezkedő fej érzékeli vagy módosítja az információtárolásra szolgáló anyag valamely fizikai tulajdonságát. Ez a tulajdonság optikai vagy mágneses jellemző.

#### Hajlékonylemezek
Az adatok tárolására a vékony műanyag hordozóra felvitt mágnesezhető réteg szolgál, amelyet papír (5,25’’-es lemeznél), vagy merev műanyag (3,5’’-es lemeznél) tokban helyeznek el. Az adatok a lemez felületén koncentrikus körök, sávok (track) mentén helyezkednek el. A meghajtóba helyezett lemezt a berendezés 300-360 percenkénti fordulatszámmal forgatja, és az olvasófej a lemez felületéhez hozzáérve írja/olvassa a tárolt információt. Az író-/olvasófej helyzete miatt a lemez csak íráskor és olvasáskor forog, különben az olvasófej rövid időn belül meghibásodna. A lemez tartalma a felülírástól mechanikusan védhető (reteszelhető). Az idők folyamán többféle típust fejlesztettek ki, a legelterjedtebbek az 5,25’’-es, majd a 3,5’’-es lemezekkel működő meghajtók voltak. Régen a legszélesebb körben alkalmazott adattárolási módnak számítottak, de a hajlékonylemezek jelentősége mára erősen csökkent – a nagyobb kapacitású, gyorsabb és megbízhatóbb memóriakártyák, pendrive-ok elterjedése miatt. Egyes újabb PC-kbe már nem is építenek be hajlékonylemez-olvasót.

#### Merevlemezek
Az adattárolás céljára 1-6 darab, mágnesezhető réteggel bevont, zárt védőburkolatba helyezett könnyűfém lemezt használnak. Az állandó forgás (3600-15.000 1/min sebességgel) miatt a fejek nem érnek hozzá a lemez felületéhez, hanem ún. „repülő fejeket” használnak, ezek a lemez forgása következtében kialakuló légpárna hatására a lemez felületétől néhány nanométer távolságra kerülnek. Kapacitásuk a közelmúltban ugrásszerűen megnőtt, 2007-ben már megjelent az 1 TB (kb. 1012 byte) kapacitású, 3,5’’ méretű modell.

#### Optikai lemezek
Az optikai lemez felületén az adatrögzítés a (mikrobarázdás) hanglemezekhez hasonlóan, spirális pálya mentén történik. Az adatrögzítést és olvasást lézersugár segítségével valósítják meg. A rögzítendő adatsornak megfelelően kicsiny lyukakat (ún. piteket) alakítanak ki a lemez adathordozó rétegében. Az olvasásakor a felületet megvilágítják, és a visszatükröződött fénysugarat érzékelve a lemezfelület és végső soron a felírt információ érzékelhető, visszanyerhető. Számos változata alakult ki és terjedt el, a legismertebbek a CD és a DVD. Újraírható lemez (jelzésük CD-RW, illetve DVD-RW, DVD+RW) esetén a felírt információ törölhető.

## Floppy
A floppyt használat előtt formázni kell, bár általában ezt gyárilag elvégzik. A megformázáskor létrejön a főkönyvtár és a fájlelhelyezkedési tábla. A lemezhez mindig szükséges egy meghajtó. Ez motorral megforgatja lemezt és az író-olvasó fej segítségével letapogatja az adatokat.
Az CP/M, a CP/M-86, a DR-DOS, az MS-DOS operációs rendszerek és utóbbi leszármazottai tipikusan így hivatkoznak a floppymeghajtókra: A:, B:. A Unix és a vele rokon (POSIX-kompatibilis) rendszerekben (pl. Linux) sokkal nagyobb a változatosság. Egy eszköznek akár több neve is lehet, attól függően, hogy milyen üzemmódban akarjuk használni. Jellegzetes példa: /dev/fd0.
Kapacitása a kezdeti 160 kB-tól a 90-es évekre eljutott az 1,44-2,88 MB-ig, további fejlődés viszont nem várható, mivel mára idejétmúlttá tették a zsebben hordható USB-s flashmeghajtók. A floppyban kárt tehet a mágnes, a hő, a víz.

## Merevlemez (Hard-disk)
Egy vagy több mágnesezhető felületű könnyűfém-lemez tárolja az adatokat.  Fixen megépített, zárt meghajtóban található. A meghajtó belsejében nagy tisztaságú levegő van. Tárolókapacitása napjainkra már a több terrabyte-ot (TB) is elérte.
A partíciók jelölése:
- Windows alatt: C:\, D:\ stb.
- Linux alatt: /dev/hda.

## Ház és tápegység
A számítógépház és a tápegység, illetve az alaplap kialakításának (elrendezésének) általában össze kell illenie. Jó példák erre az egyes PC szabványok, mint XT, AT, ATX.

### Tápegység
A tápegység (áramforrás) a számítógép alkotóelemeit látja el a szükséges árammal – pontosabban a szükséges értékű és terhelhetőségű feszültségekkel. A stabil feszültségek előállításán kívül figyelheti is azokat és a rendszer indításában is közrejátszhat (Power-good jel), illetve saját áramköreinek hőmérséklete alapján vezérelheti a hűtő ventilátorokat (kényszerkonvekciós hűtés). A megfelelő villamos teljesítmény és mechanikai méret (tulajdonképpen hatásfok) elérése érdekében szinte mindig kapcsolóüzemű elven működik.

### Gépház
Háznak nevezzük a számítógép „dobozát”, amely a tápegységet, az alaplapi eszközöket, és a háttértárakat fogadja be, továbbá megfelelő szellőzést biztosít. Anyaga adott merevségű (anyagú és vastagságú) fém, illetve részben műanyag. Boltban külön is megvásárolható, ebben az esetben a fő elemek közül csak a tápegységet tartalmazza.

## Perifériák
A perifériákat többféleképpen csoportosíthatjuk.
- Átvitel iránya alapján:
  - beviteli (angolul input) – adatot szolgáltat a számítógép számára;
  - kiviteli (angolul output) – a számítógép adatait a külvilág felé továbbítja;
  - ki/beviteli (angolul input/output) – mindkét irányban továbbít.
- Kapcsolat jellege alapján:
  - humanoid – a kapcsolat egyik „résztvevője” ember; azon eszközök, melyeken keresztül a felhasználó érintkezésbe léphet a számítógéppel;
  - technikai – gép-gép kapcsolat (például modem).
- Felhasználási kör alapján:
  - számítástechnikai – számítógépes perifériák összekapcsolására;
  - speciális – ipari, orvosi, kutatási stb. környezethez kapcsolódnak.

### Beviteli perifériák
- billentyűzet (keyboard)
- egér (mouse)
- hanyattegér (trackball)
- rajzolótábla (tablet)
- érintőképernyő (informálisan: tapipad) (touchpad)
- szkenner (scanner)
- irányítókar v. botkormány (joystick)
- játékvezérlő (gamepad)
- (web)kamera
- ujjlenyomat-olvasó
- vonalkód-leolvasó
- mikrofon (mic)
- autós kormány (wheel)

### Kiviteli perifériák
- monitor
- projektor
- nyomtató (printer)
- rajzgép (plotter)
- hangszóró

### Ki- és beviteli perifériák
- érintőképernyő (touchscreen)
- modem (modem)